# Флаг района имени Лазо
Флаг муниципального района имени Лазо́ Хабаровского края Российской Федерации.
Флаг утверждён 18 декабря 2009 года и внесён в Государственный геральдический регистр Российской Федерации с присвоением регистрационного номера 5869.
Флаг является официальным символом муниципального района имени Лазо.

## Описание
«Прямоугольное белое полотнище с соотношением ширины к длине 2:3, воспроизводящее в центре зелёный, вписанный по вертикали, ромб с вырастающими из сторон зелёными елями, а в центре ромба — изображение жёлтого оленя над таковым же снопом».

## Обоснование символики
Основными отраслями экономики района являются: сельское хозяйство, пищевая промышленность, заготовка и переработка древесины, золотодобыча. Флаг района отражает его экономические и природные особенности:
— ели — символ лесных богатств района. На территории района произрастает и заготавливается не только ель, но и многие другие породы древесины, в том числе пихта, корейский кедр, дуб, берёза, сосна, осина. Ель, как одно из немногих вечнозелёных деревьев — символ не умирающей, продолжающейся жизни, символ вечности и покоя.
— сноп — символ ещё одного направления деятельности в районе — сельскохозяйственного. Сноп — символ единения, силы, достатка, урожая.
— олень — символ богатой фауны Приморской тайги. Олень — символ благородства, грации. На Востоке олень — символ долголетия и богатства.
Белый цвет (серебро) — символ чистоты, ясности, открытости, божественной мудрости, примирения.
Зелёный цвет символизирует весну, здоровье, природу, надежду.
Жёлтый цвет (золото) — символ высшей ценности, величия, великодушия, богатства, урожая.